# Фробёсс, Корнелия
Корне́лия Фро́бёсс (нем. Cornelia Froboess; род. 28 октября 1943, Врицен) — немецкая певица и актриса. В детстве была известна под псевдонимом Маленькая Корнелия (нем. Die kleine Cornelia), потом как Конни (нем. Conny).

## Биография
Корнелия — дочь инженера и звукорежиссёра Герхарда Фробёсса и племянница каскадёра и чемпиона по хай-дайвингу Гарри Фробёсса.
В 1943 году Герхард Фробёсс отправил свою беременную жену Маргариту из Берлина во Фризен, подальше от бомбардировок. Там в том же году у них и родилась дочь Корнелия.
Детство Корнелии прошло в Берлине в округе Веддинг на улице Готтшалкштрасе, который вошёл во французскую зону оккупации.
После войны Герхард Фробёсс сначала работал звукоинженером на DEFA (в советской зоне оккупации), а потом занялся музыкальным издательским бизнесом — работал в музыкальном издательстве Фробёсса и Будде «Melodie». У него как у композитора тогда появились первые хиты.
В феврале 1951 года руководитель тенцевального оркестра западноберлинской радиостанции РИАС Вернер Мюллер искал исполнителя для своего будущего зимнего шлягера «An der Ecke steht ein Schneemann» («На углу стоит снеговик»). С Фробёссом у них зашёл об этом разговор, и они пришли к выводу, что «в исполнении взрослых это не продастся». И тут семилетняя Корнелия встряла в разговор взрослых, обратившись к отцу: «Толстяк, дай мне её спеть» (нем. Dicker, laß' mich doch det singen.).
Вскоре она уже выступила с этой песней на большой сцене. Следующей её песней была «Oh diese Jöre» — про девочку, которая мечтает быть мальчиком.
А когда в мае 1951 на радиостанции РИАС Корнелия впервые исполнила свою новую песню «Pack die Badehose ein» («Упакуй плавки» — о том, как мальчик после школы отправляется с сестрёнкой в Ванзе купаться; музыка Герхарда Фробёсса, слова его друга Ханса Брадке), та произвела эффект снежнего кома. Корнелия сразу стала звездой.
Для её отца это тоже был первый большой успех. С тех пор он писал для неё становившиеся популярными песни. Корнелия также сыграла в большом количестве западногерманских и австрийских музыкальных кинокомедий.
В 1962 году Конни Фробёсс, победив на немецком национальном отборе, представила Федеративную Республику Германию на «Евровидении».
В 1997 году снялась в знаменитом фильме «Достучаться до небес», где исполнила роль матери главного героя.

## Дискография
См. «Cornelia Froboess/Diskografie» в немецком разделе.

## Фильмография
См. «Cornelia Froboess § «Filmografie» в немецком разделе.

## Премии и номинации
См. «Cornelia Froboess § «Preise und Ehrungen»» в немецком разделе.